# Świadectwo szkolne
Treść tego artykułu od 2024-07 należy opracować w taki sposób, aby nie uwypuklała nadmiernie polskiej specyfiki / aby nie zawężała się tylko do polskich warunków
 Po wyeliminowaniu niedoskonałości należy usunąć szablon {{Dopracować}} z tego artykułu.

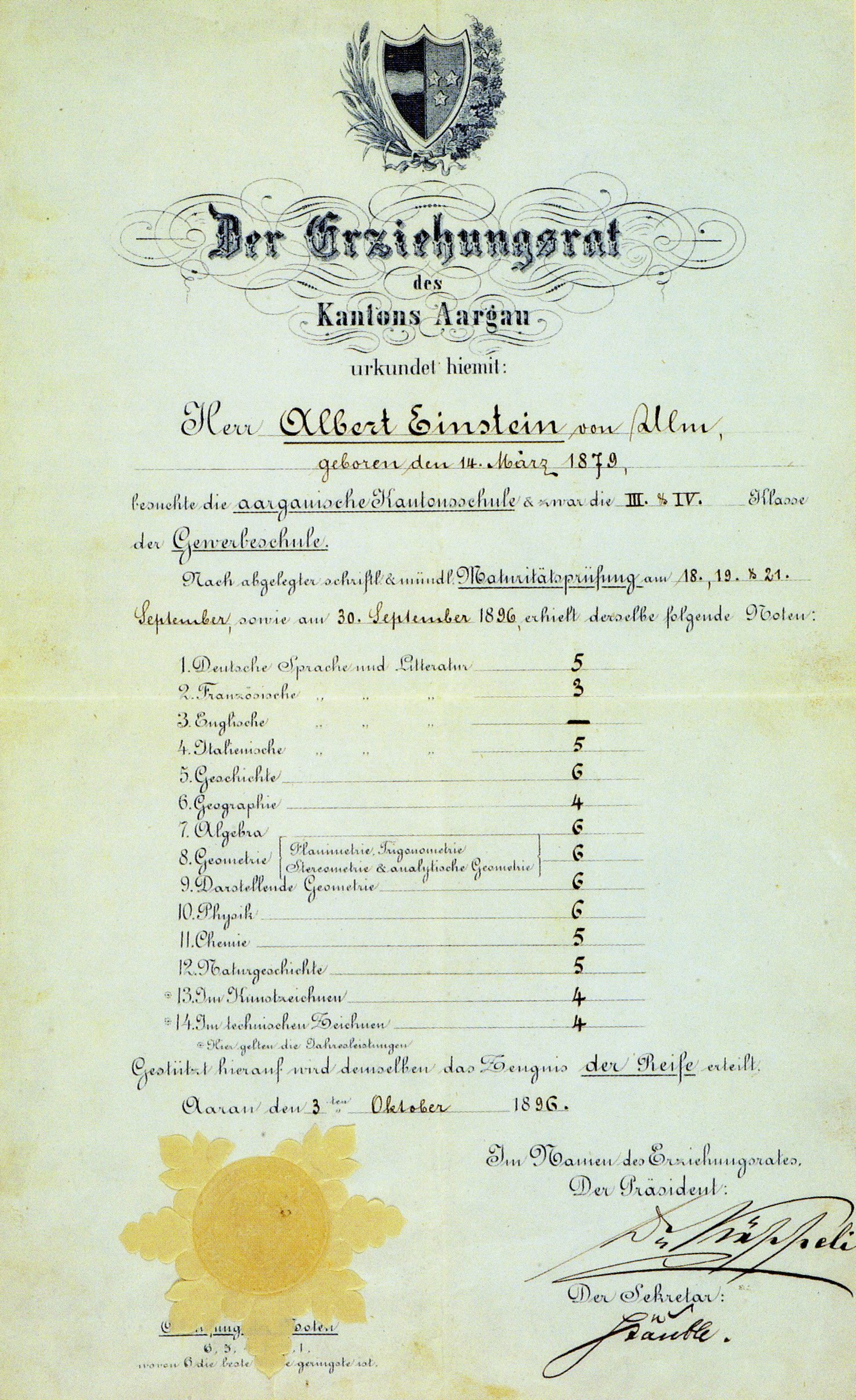
Świadectwo maturalne Alberta Einsteina

Świadectwo szkolne – zwykle oficjalny dokument poświadczający ukończenie określonego stopnia nauczania bądź ukończenia danej klasy (przeważnie wystawiane jest za dany rok szkolny). Zawiera spis przedmiotów objętych nauką i osiągnięte z nich oceny końcowe na semestr (półrocze) i na koniec roku szkolnego. 
Świadectwo ukończenia ostatniej klasy może także potwierdzać wykształcenie, kwalifikacje lub stopień wyszkolenia danej osoby, odbyte kursy i zdane testy oraz oceny otrzymane w czasie tych egzaminów (np. maturalne świadectwo dojrzałości).
Świadectwo szkolne z pozytywnymi ocenami oznacza, że uczeń zaliczył co najmniej minimum programowe wymagane na tym etapie edukacji i otrzymuje promocję do następnej (wyższej) klasy. Świadectwo, w którym występują oceny niedostateczne, może oznaczać pozostanie w tej samej klasie (o tym samym poziomie nauczania) na następny rok szkolny w celu powtórzenia i opanowania zalecanego materiału dydaktycznego.
Świadectwa szkolne dzielą się na promocyjne i ukończenia szkoły (otrzymują je absolwenci szkół).

## Świadectwa szkolne w Polsce

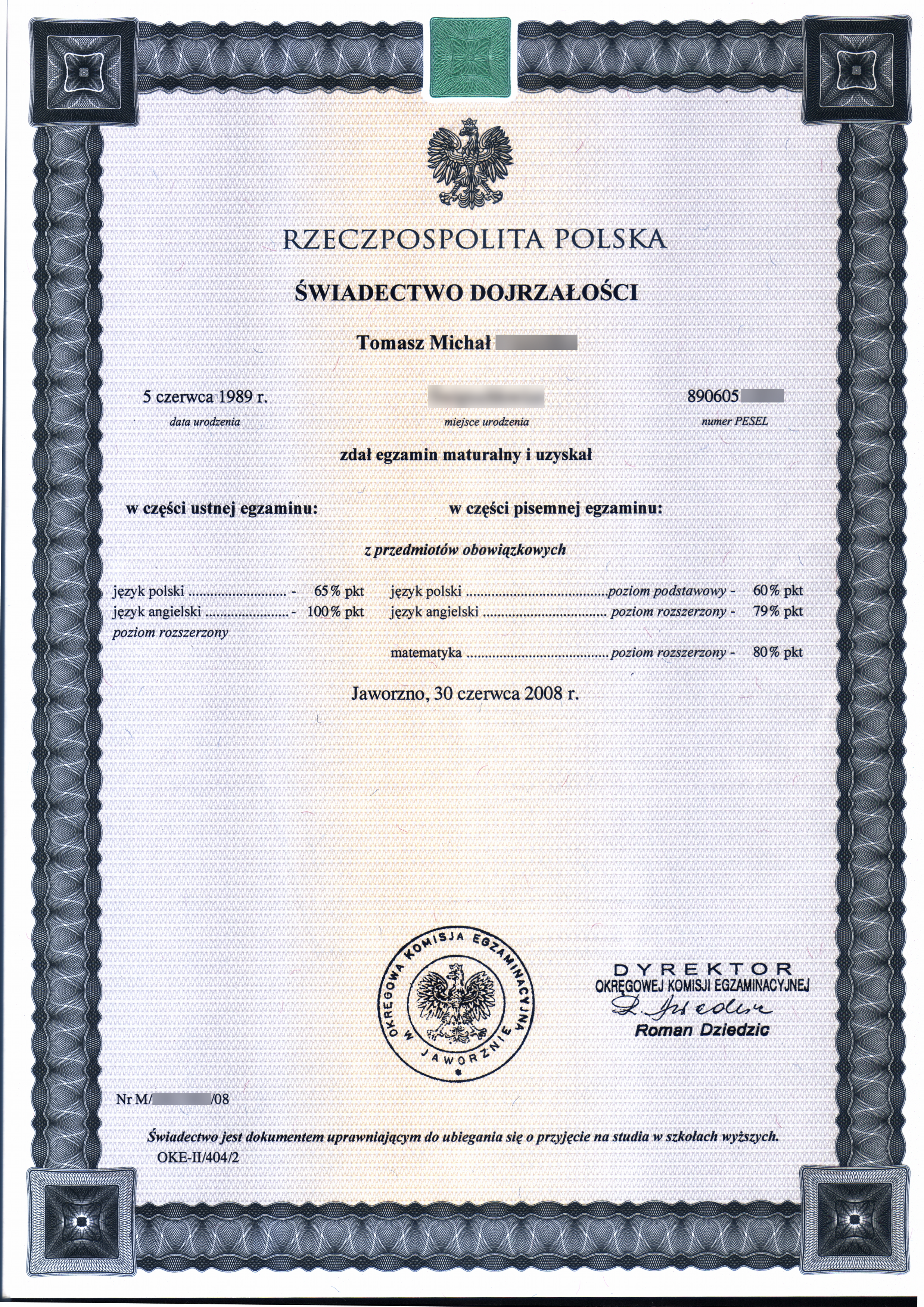
Polskie świadectwo maturalne

W Polsce świadectwa szkolne wydają szkoły: podstawowe, ponadpodstawowe, policealne i inne. 
Szkoły wyższe, uniwersytety i politechniki zwykle wydają dyplomy ukończenia studiów (na końcu edukacji, po zaliczeniu wszystkich wymaganych egzaminów i obronieniu pracy dyplomowej, np. magisterskiej). Ponadto wydaje się zaświadczenia o studiowaniu na uczelni.
Rozdanie świadectw następuje w ostatnim dniu roku szkolnego. Świadectwa wręczane są zwykle przez nauczyciela – wychowawcę danej klasy. Rozdanie świadectw wiąże się z podziękowaniami składanymi nauczycielom przez ich uczniów za poniesiony trud oraz wręczeniem im drobnych upominków.

### Świadectwo z wyróżnieniem
Wyróżniający się w nauce uczniowie są promowani poprzez wręczenie im świadectwa szkolnego z wyróżnieniem, które posiada dodatkowo nadrukowaną wzdłuż świadectwa flagę polską w postaci biało-czerwonego pasa, zwaną popularnie czerwonym paskiem. Czasami odbywa się to na uroczystym apelu kończącym rok szkolny, w którym udział bierze cała społeczność szkolna, a także specjalnie przybyli na tę uroczystość goście (w tym rodzice).
By uzyskać świadectwo z wyróżnieniem, należy dotrzymać dwóch warunków:  
- średnia arytmetyczna z obowiązkowych zajęć edukacyjnych musi być większa lub równa 4,75 (w szkołach artystycznych statut szkoły może przewidywać dodatkowe wymagania z przedmiotów muzycznych oraz może zawierać wymóg wyższej średniej z przedmiotów ogólnokształcących [przede wszystkim otrzymanie z przedmiotu głównego oceny przynajmniej bardzo dobrej, jednakże nie większej niż 5,0])
- ocena z zachowania musi być przynajmniej bardzo dobra[1].

### Kolory giloszy

Gilosz polskiego świadectwa szkolnego

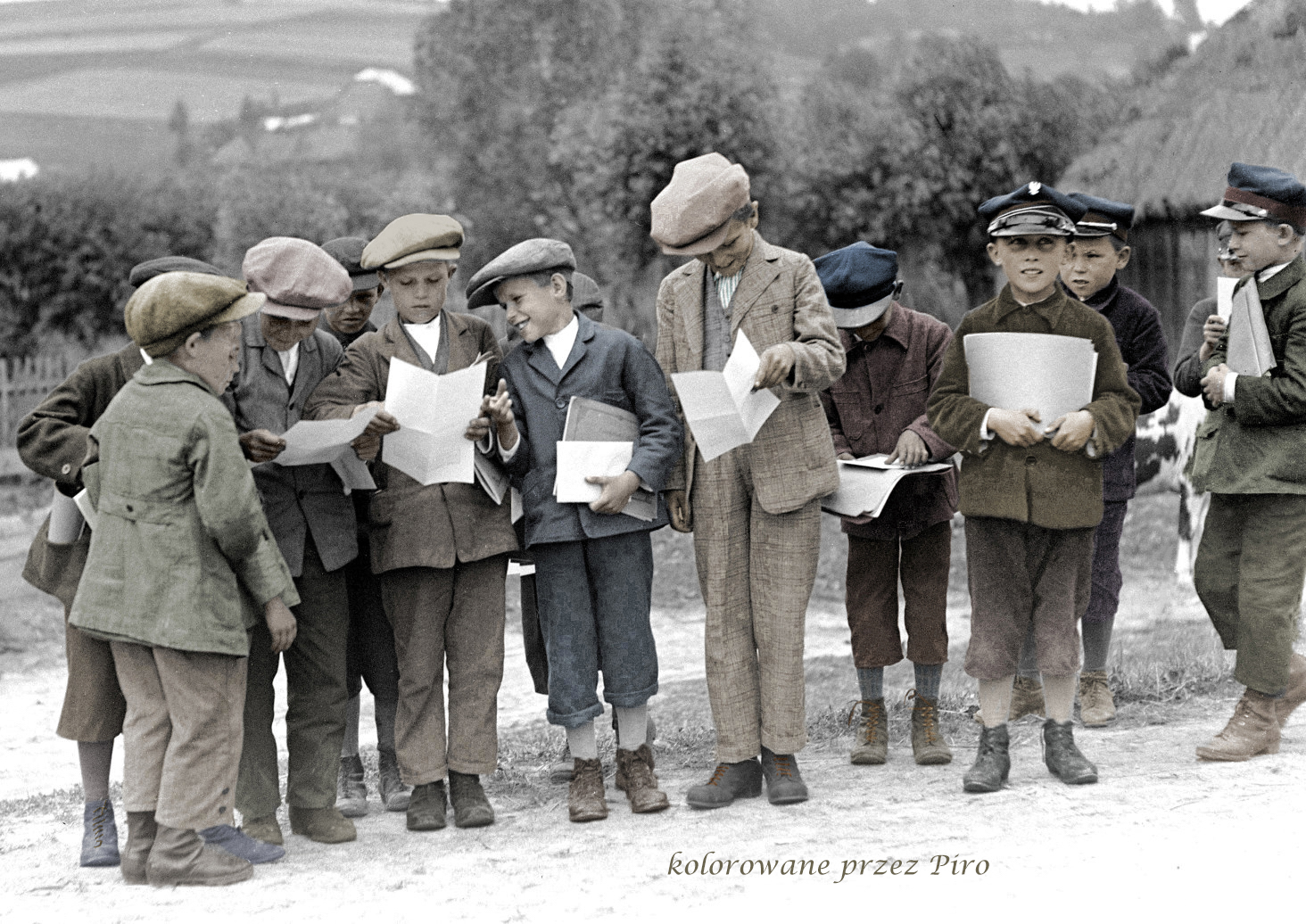
Zakończenie roku szkolnego na Kresach, chłopcy ze świadectwami szkolnymi, czerwiec 1930

Świadectwa szkolne drukowane są na kolorowych giloszach w następujących barwach:
- niebieski – świadectwa promocyjne i ukończenia szkoły podstawowej,
- pomarańczowy – świadectwa promocyjne i ukończenia zlikwidowanego gimnazjum, obecnie świadectwa promocyjne i ukończenia szkoły specjalnej przysposobienia do pracy,
- żółty – świadectwa promocyjne i ukończenia branżowej szkoły I stopnia,
- fioletowy – świadectwa promocyjne i ukończenia branżowej szkoły II stopnia,
- różowy – świadectwa promocyjne i ukończenia liceum  ogólnokształcącego, liceum profilowanego (zniesionego) oraz technikum,
- brązowy – świadectwa promocyjne i ukończenia szkoły policealnej,
- zielony – świadectwa promocyjne i ukończenia szkół artystycznych (m.in. szkoły muzycznej) oraz zaświadczenia o ukończeniu kursu i akty nadania stopnia awansu zawodowego nauczyciela.

Wszystkie gilosze są drukowane w formacie A4, z wyjątkiem niektórych (np. technikum i szkół artystycznych) (A3).
Następujące dokumenty są drukowane na specjalnym giloszu:
- zaświadczenie o wynikach egzaminu ósmoklasisty
- zaświadczenie o wynikach egzaminu gimnazjalnego,
- świadectwo maturalne,
- dyplom uzyskania tytułu zawodowego (technik, robotnik wykwalifikowany).

Przed 2005 rokiem świadectwo dojrzałości było dodawane do świadectwa ukończenia liceum ogólnokształcącego, liceum zawodowego i technikum.